# 魔眼の匣の殺人
『魔眼の匣の殺人』（まがんのはこのさつじん）は、今村昌弘による日本の小説である。2019年2月、東京創元社刊（書き下ろし）。『屍人荘の殺人』シリーズ第2作。表紙絵は、前作に引き続き遠田志帆が担当。文庫版が、2022年8月に発売された。

## 概要
作家・今村昌弘の2作目。第27回鮎川哲也賞および「このミステリーがすごい!2018年度版」「週刊文春ミステリーベスト10」「2018 本格ミステリ・ベスト10」において第1位を獲得、そして第18回本格ミステリ大賞を受賞し、国内ミステリーランキング4冠を達成した『屍人荘の殺人』の続編である。
「2020本格ミステリ・ベスト10」第2位、「週刊文春ミステリーベスト10」第3位、「このミステリーがすごい!2020年度版」第3位、「ミステリが読みたい!」第3位を獲得している。

## あらすじ
これまでいくつもの予言を的中させてきた予言者のサキミが次に予言したのが、班目機関を追う葉村 譲と剣崎 比留子ら九人が橋の焼失によって閉じ込められた館、通称「魔眼の匣」であと二日のうちに、この地で男女が二人ずつ、四人死ぬということ。
その匣の中で、予言通りに一人ずつ死んでいく。

## 登場人物
葉村 譲（はむら ゆずる）
本作の主人公。神紅大学経済学部一回生。ミステリ愛好会会長。
剣崎 比留子（けんざき ひるこ）
神紅大学文学部二回生。ミステリ愛好会会員。横浜の名家のお嬢様。事件を引き寄せてしまう体質で、生き残るために推理力を磨き、数々の難事件を解決してきた。
十色 真理絵（といろ まりえ）
高校2年生。未来の光景を絵に描く能力者。
茎沢 忍（くきざわ しのぶ）
高校1年生。十色の後輩。オカルト愛好家。
王寺 貴志（おうじ たかし）
会社員。バイクでツーリング中にガス欠となり、「魔眼の匣」に辿り着く。
朱鷺野 秋子（ときの あきこ）
「魔眼の匣」のある好見地区の元住人。年齢は20代半ばぐらい。赤い髪をしており、服や靴も赤色を着用している。
師々田 厳雄（ししだ いわお）
社会学を専門とする大学教授。年齢は50歳代。
師々田 純（ししだ じゅん）
厳雄の息子で、小学校低学年。
臼井 頼太（うすい らいた）
オカルト雑誌『月刊アトランティス』の編集者兼記者。
神服 奉子（はっとり やすこ）
サキミに仕える女性。年齢は30歳前後。
天禰サキミ（あまね サキミ）
予言者の老女。

## 書誌情報
- 魔眼の匣の殺人（2019年2月22日発売、東京創元社、ISBN 978-4-488-02796-4）
- 魔眼の匣の殺人（2022年8月12日発売、創元推理文庫、ISBN 978-4-488-46612-1）

## オーディオブック

### kikubon版
2019年8月にアールアールジェイが運営する「kikubon」で配信開始。朗読は浅井晴美。

### audiobook.jp版
2021年7月にオトバンクが運営する「audiobook.jp」で配信開始 。
- 葉村譲 - 千葉翔也
- 剣崎比留子 - 黒木ほの香
- 十色真理絵 - 柳原かなこ
- 茎沢忍 - 上村源
- 王寺貴士 - 峯田大夢
- 朱鷺野秋子 - 山本綾
- 師々田厳雄 - 和村康市
- 師々田純 - 真瀬皐
- 臼井頼太 - 山口キヨヒロ
- 神服奉子 - 関口理咲
- サキミ - 神田みか
- ほか出演者 - 石橋遊、桜木信也、楠まりな、松村悠哉、山下実咲